# Habenaria drepanopetala
Habenaria drepanopetala là một loài thực vật có hoa trong họ Lan. Loài này được Pabst mô tả khoa học đầu tiên năm 1973.